# Богиня на троне
Богиня на троне (алб. Hyjnesha në fron, серб. Богиња на трону / Boginja na tronu) — терракотовая скульптура богини-матери, хорошо сохранившийся образец искусства неолитической культуры Винча. Один из символов Приштины и Косово.

## Описание
Фигура высотой 18,5 см сделана из терракоты и представляет собой антропоморфное изображение сидящей на троне женщины с руками, сложенными на поясе. Пятиугольная голова с резкими чертами лица украшена полукруглой диадемой. Одним из украшений также является V-образный ворот или ожерелье с медальоном округлой формы.

## История
Обнаружена в 1956 году группой специалистов из Национального музея Сербии под руководством Радослава Галовича на месте раскопок «Предионица» (алб. Tjerrtorja) у текстильной фабрики в Калабрии, пригороде Приштины.
Хранилась в Музее Косова и Метохии, став одним из его символов. На момент бомбардировок Югославии в 1999 году находилась в Белграде на выставке «Археологические сокровища Косова и Метохии», организованной Национальным музеем Сербии и Сербской академией наук и искусств. 30 мая 2002 года была возвращена Косовскому музею для создания благоприятной атмосферы на переговорах о статусе Косово.
В настоящее время — в постоянной экспозиции Косовского музея.

## Значение

Герб Приштины.

По мнению британского археолога Колина Ренфрю, тщательно вылепленная голова, подчеркнутый нос и большие миндалевидные глаза характерны для «приштинского стиля» культуры Винча. Мария Гимбутас считала «Богиню на троне» уникальной находкой и подтверждением гипотезы о том, что среди найденных в Приштине фигурок можно выделить отдельные божества. Некоторые исследователи усматривают в облике женщины сходство с птицей и описывают статуэтку как Богиню-птицу.
Албанские публицисты считают скульптуру свидетельством того, что албанцы имеют иллирийское происхождение и являются древнейшим народом Балкан. Изображение «Богини на троне» присутствует на гербе Приштины и на удостоверениях личности частично признанной Республики Косово.